# Speos Artemidos
Speos Artemidos är en fornlämning i Egypten. Den ligger i guvernementet Al-Bahr al-Ahmar, i den centrala delen av landet, 240 km söder om huvudstaden Kairo. Speos Artemidos ligger 78 meter över havet.
Terrängen runt Speos Artemidos är huvudsakligen platt, men den allra närmaste omgivningen är kuperad. Trakten runt Speos Artemidos är nära nog obefolkad, med mindre än två invånare per kvadratkilometer. Närmaste större samhälle är Abū Qurqāş, 4,9 km nordväst om Speos Artemidos. Trakten runt Speos Artemidos är ofruktbar med lite eller ingen växtlighet.